# Sehnsucht (альбом Rammstein)
Sehnsucht (с нем. — «Тоска») — второй альбом группы Rammstein. Выпущен в 1997 году. Почти сразу после выхода стал платиновым. Альбом отличала особая динамика и жёсткий, слегка рваный гитарный рифф. Выпускался ограниченный тираж альбома в диджипаке. Также выпускался Limited tour Box Edition, включавший футболку и постер.

## Обложка
Альбомный буклет содержит шесть фотографий, по одной на каждого члена группы, изображённого с необычной конструкцией на лице. Основу конструкции составляют кухонные предметы — вилки, ложки, ножи, лопаточки и т. д. На обложке, которую чаще всего можно увидеть, изображен Кристоф Шнайдер с перевязанным колючей проволокой ртом в качестве кляпа и закатившимися глазами.

«Rammstein — это не аккомпанемент для вокалиста. Мы шестеро равнозначных идей. Это очень сложно кому-либо доказать. Лейбл и пресса всегда хотят иметь одну звезду и не считаться с остальными».— Тилль Линдеманн, интервью Classic Rock, 2001 год
Дизайн обложки разработан австрийским художником Готфридом Хельнвайном, в своё время занимавшимся обложкой альбома Blackout Scorpions, которая весьма похожа на Sehnsucht вплоть до использования вилок. 4 декабря 2015 года группа ремастировала второй альбом в составе бокс-сета XXI вместе с остальными пятью студийными альбомами.

## Живое исполнение песен
Почти все песни из этого альбома исполнялись вживую, достоверно не исполнялась только «Küss mich (Fellfrosch)». Песня «Eifersucht», предположительно, была исполнена лишь один раз на концерте в Эмдене 26 сентября 1997 года, что известно из журнала Bravo, славящегося своей неправильной информацией — в той же статье Оливер Ридель и Пауль Ландерс были упомянуты как Ларс Райдер и Пауль Блок, к тому же последний упомянул в одном из интервью, что «Eifersucht» никогда не исполнялась вживую. «Sehnsucht» исполнялась во всех турах, за исключением LIFAD-тура и тура 2016/2017 годов. «Engel» игралась вживую во всех турах со своего релиза, кроме тура Reise Reise. Начиная со Stadium-тура 2019 года, исполняется фортепианная версия за авторством Scala & Kolacny Brothers. Песня «Du hast» играется на каждом концерте группы. «Bück dich» исполнялась в турах Sehnsucht, Mutter и Made in Germany. Остальные песни (Tier, Spiel mit mir, Klavier и Alter Mann) исполнялись только до и во время Sehnsucht-тура. «Bestrafe mich» исполнялась на протяжении всего Sehnsucht и Mutter туров, а так же на концертах Stadium тура группы на концертах 2023 года

## Запись
Запись альбома началась в ноябре 1996 года, когда Rammstein и их продюсер Якоб Хелльнер приехали в Temple Studios на Мальте. Всего за время записи альбома группа записала 13 песен:
| №   | Название                 | Длительность |
| --- | ------------------------ | ------------ |
| 1.  | «Sehnsucht»              |              |
| 2.  | «Engel»                  |              |
| 3.  | «Tier»                   |              |
| 4.  | «Bestrafe mich»          |              |
| 5.  | «Du hast»                |              |
| 6.  | «Bück dich»              |              |
| 7.  | «Spiel mit mir»          |              |
| 8.  | «Klavier»                |              |
| 9.  | «Alter Mann»             |              |
| 10. | «Eifersucht»             |              |
| 11. | «Küss mich (Fellfrosch)» |              |
| 12. | «Das Modell»             |              |
| 13. | «Kokain»                 |              |

Демо-версии «Alter Mann», «Sehnsucht», «Spiel mit mir», «Bück dich», «Bestrafe mich» и «Tier» уже были ранее исполнены вживую на концертах до выпуска альбома и позже вошли в него. Однако, «Das Modell» и «Kokain», несмотря на запись для альбома, позже вышли в качестве отдельных синглов. Первая версия «Tier» была совершенно другой песней, не имеющей ничего общего с альбомной версией, однако в одном из интервью продюсер Якоб Хелльнер говорил, что это одна и та же песня, сильно изменившаяся. Один из фанатов дал ей ошибочное название "Biest".

### Оригинальный CD
Все тексты написаны Тиллем Линдеманном, вся музыка написана участниками Rammstein.
| №   | Название                 | Перевод                         | Длительность |
| --- | ------------------------ | ------------------------------- | ------------ |
| 1.  | «Sehnsucht»              | Тоска                           | 4:04         |
| 2.  | «Engel»                  | Ангел                           | 4:24         |
| 3.  | «Tier»                   | Зверь                           | 3:46         |
| 4.  | «Bestrafe mich»          | Накажи меня                     | 3:36         |
| 5.  | «Du hast»                | Есть у тебя                     | 3:54         |
| 6.  | «Bück dich»              | Преклонись                      | 3:21         |
| 7.  | «Spiel mit mir»          | Поиграй со мной                 | 4:45         |
| 8.  | «Klavier»                | Рояль                           | 4:22         |
| 9.  | «Alter Mann»             | Старик                          | 4:22         |
| 10. | «Eifersucht»             | Ревность                        | 3:35         |
| 11. | «Küss mich (Fellfrosch)» | Поцелуй меня (Мохнатая лягушка) | 3:30         |

### Описание песен
- «Sehnsucht» — песня о мужчине, который расстался с женщиной и тоскует по ней.
- «Engel» — трек об отсутствии желания стремиться к идеалу всегда, потому что зачастую то, что может показаться совершенным, на деле — обманчиво.
- «Tier» — песня про насилие в семье. Изображает тему инцеста, изображая отца, использующего сексуальное преимущество над собственной дочерью.
- «Bestrafe mich» — песня про отношения человека с Богом, показанные в виде аллегории на садомазохизм.
- «Du hast» — песня о дилемме между мужской дружбой и любовью к женщине.
- «Bück dich» — песня о мужчине, который несчастен, несмотря на удовлетворение в своих сексуальных отношениях.
- «Spiel mit mir» — мрачная песня о сексуальных отношениях между малолетними братьями.
- «Klavier» — о парне, который очень сильно любил, когда его подруга играла на пианино, но сошёл с ума и на почве ревности убил её, оставив бездыханное тело на чердаке.
- «Alter Mann» — ода о старости и бренности бытия, о мудрости и проницательности старости.
- «Eifersucht» — о ревности в её самых жутких проявлениях.
- «Küss mich (Fellfrosch)» — исследует тему желания чего-либо, что практически или вообще невозможно получить, предположительно, на примере стокгольмского синдрома и/или орального секса.

### Бонус-треки
В зависимости от страны, в которой издавался альбом, возможны следующие бонус-треки после 11 трека:
- Английские версии песен «Engel» и «Du hast».
- «Stripped», Single Edit (4:25) или полная версия (4:44)
- «Du riechst so gut ’98»
- Australian Tour Edition имеет 17 треков:
  1. «Asche zu Asche» (Album version)
  2. «Spiel mit mir» (Live)
  3. «Laichzeit» (Live)
  4. «Wollt ihr das Bett in Flammen sehen?» (Live)
  5. «Engel» (Live)
  6. «Asche zu Asche» (Live)
- Французский Limited Edition (1998 года) имеет 14 треков:
  1. «Rammstein» (Eskimos & Egypt Radio Edit)
  2. «Du riechst so gut '98»
  3. «Du hast» (Remix by Clawfinger)

## Участники записи
- Тилль Линдеманн — вокал
- Рихард Круспе — соло-гитара, бэк-вокал
- Пауль Ландерс — ритм-гитара, бэк-вокал
- Оливер Ридель — бас-гитара, бэк-вокал на треке 1
- Кристоф Шнайдер — ударные
- Кристиан Лоренц — клавишные
- Кристиана Хебольд — дополнительный женский вокал
- Марк Стагг — программирование

## Чарты
| Чарт                            | Позиция |
| ------------------------------- | ------- |
| Австралия (ARIA)                | 25      |
| Австрия (Ö3 Austria)            | 1       |
| Бельгия/Фландрия (Ultratop)     | 50      |
| Нидерланды (Album Top 100)      | 28      |
| Франция (SNEP)                  | 76      |
| Германия (Offizielle Top 100)   | 1       |
| Новая Зеландия (RMNZ)           | 23      |
| Швеция (Sverigetopplistan)      | 17      |
| Швейцария (Schweizer Hitparade) | 3       |
| США (Billboard 200)             | 45      |

## Сертификации
| Регион | Сертификация  | Продажи    |
| --- | ------------- | ---------- |
| Австрия (IFPI Austria)                                                                                                   | Платиновый    | 50 000*    |
| Канада (Music Canada) | Платиновый    | 100 000^   |
| Германия (BVMI) | Платиновый    | 500 000^   |
| Швейцария (IFPI Switzerland)                                                                                             | 2× Платиновый | 100 000^   |
| Великобритания (BPI) | Золотой       | 100 000    |
| США (RIAA) | Платиновый    | 1 000 000^ |
| * Данные о продажах приведены только на основе сертификации. ^ Данные о тиражах приведены только на основе сертификации. |               |            |